# Little Colonsay
Pour les articles homonymes, voir Colonsay (homonymie).
Little Colonsay est une île du Royaume-Uni située en Écosse.